# Brachycrotaphus sjostedti
Brachycrotaphus sjostedti är en insektsart som beskrevs av Boris Petrovich Uvarov 1932. Brachycrotaphus sjostedti ingår i släktet Brachycrotaphus och familjen gräshoppor. Inga underarter finns listade i Catalogue of Life.